# Al-Baquí
Al-Baquí (en árabe: ٱلْبَقِيْع‎ al-baqīʿ) o al-Baqi‘ o Jannatul Baqi' es el más antiguo y el primer cementerio islámico de Medina en el Hiyaz, región de la actual Arabia Saudita. Se ubica al sureste de la Mezquita del Profeta, y contiene las tumbas de algunos de los familiares y compañeros de Mahoma. Es también conocido como Baqīʿ al-Gharqad (en árabe: بَقِيْع الْغَرْقَد‎, que significa «Baqiʿ de los arbustos espinosos»).
La necrópolis es de gran importancia para los musulmanes, al ser el lugar de descanso de muchos de los parientes y compañeros del profeta Mahoma, marcándolo por ello como uno de los dos cementerios más sagrados de la tradición islámica. Muchas narraciones relatan que el Profeta pronunciaba una oración por la paz de los difuntos cuyos cuerpos reposaban allí cada vez que lo cruzaba.

## Historia
Cuando Mahoma llegó a Medina desde La Meca en septiembre del año 622, al-Baqi' era un terreno baldío cubierto de arbustos espinosos (Lycium shawii, un arbusto típico de zonas áridas). Según los registros históricos, después de la llegada de Mahoma, las casas que levantaron en Medina lo hicieron cerca de al-Baqiʿ, que por tanto fue considerado como cementerio público. La zona fue limpiada de las zarzas y pasó a ser el cementerio de los musulmanes que morían en Medina. Con el crecimiento de la ciudad, al-Baqi' acabó integrado en ella y al lado oeste había casas. De hecho, antes de la demolición del cementerio al-Baqi' era bien conocido por quedar detrás de las casas de la ciudad.
Durante la construcción de la mezquita del Profeta, en el terreno comprado por dos jóvenes huérfanos cuando llegaron de su migración de Meca a Medina, Es'ad bin Zurarah, uno de los compañeros de Mahoma, falleció. Mahoma eligió el solar anexo como cementerio y Es'ad fue el primer individuo entre los Ansar en ser enterrado en al-Baqi.
Mientras Mahoma se encontraba fuera de Medina para la Batalla de Badr, su hija Ruqayyah enfermó y murió en 624. Fue enterrada en al-Baqi'. Fue la primera persona de la Ahl ul-Bayt (Casa de Mahoma) enterrada en este cementerio.
Poco después del regreso de Mahoma de Badr, Uthmán bin Maz'ún murió y fue enterrado en al-Baqi'. Es considerado el primer compañero de Mahoma de los al-Muhaŷirun en ser enterrado en el cementerio. Fue también descrito por el Profeta como el primero "entre nosotros en ir al Más Allá", y también llamó al sitio donde fue enterrado Rawhā. Cuando su pequeño hijo Ibrahim murió, mandó que fuera enterrado allí también; regó la tumba y llamó al sitio Zawrā.
Inicialmente, el califa Uthmán ibn Affán fue enterrado en el enorme cementerio judío vecino. La primera ampliación de al-Baqi' en la historia fue hecha por Muawiyah I, el primer califa omeya. Para honrar a Uthman ibn Affan, Muawiyah incluyó el enorme cementerio judío en el cementerio al-Baquí. El Califato omeya construyó la primera cúpula (qutba) en al-Baqi' sobre su tumba. Durante diferentes épocas de la historia, muchas cúpulas y mausoleos fueron construidos o reconstruidos sobre muchas tumbas famosas en al-Baqi', que los fieles visitaban con devoción.

### Demolición

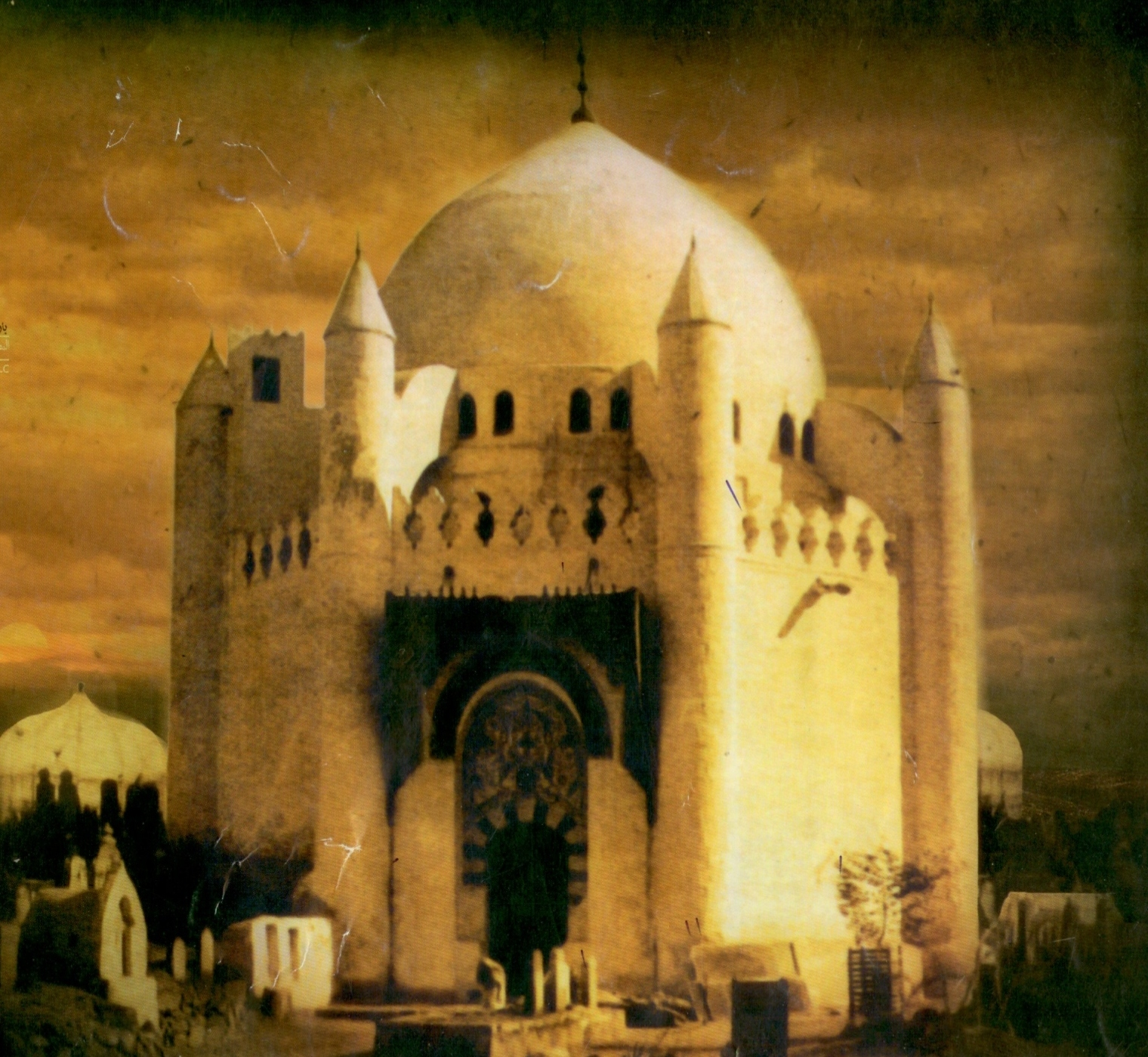
Santuario sobre las tumbas de los cuatro primeros imanes chiíes, antes de ser destruido en 1925.

El histórico cementerio fue demolido por las fuerzas leales a la alianza wahhabi-saudí en 1806 y otra vez en 1925 o 1926.
Al producirse el control de los Wahabíes del Náyad a principios del siglo XIX (1806) sobre la Meca y Medina, derribaron muchos edificios religiosos, tanto tumbas como mezquitas, tanto dentro como en el exterior del Baqi, de acuerdo con su radical doctrina islámica. Estas fueron saqueadas y completamente demolidas debido a las reclamaciones de los wahabíes integristas, para los que es blasfemo la veneración y visita de tumbas de santos. El suceso provocó la indignación de todo el mundo musulmán y las autoridades otomanas una vez consiguieron expulsar a los wahabíes, procuraron la reconstrucción de los monumentos empleando los mejores materiales y estilo arquitectónico tradicional.

#### Segunda demolición
El clan de los Saúd recuperó el control del Hiyaz en 1924 o 1925. Al año siguiente el rey Ibn Saúd concedió permiso para destruir el sitio con la autorización religiosa proporcionada por el cadí Abd Alá ibn Bulayhid, y la demolición comenzó el 21 de abril de 1925 o 1926 a manos de los ijwán ("Los Hermanos"), la milicia religiosa wahabbí. El escombrado incluyó ahora la destrucción "incluso de las lápidas más sencillas". El converso británico Eldon Rutter comparó la demolición con un terremoto: "En todo el cementerio no se veían más que pequeños montículos indefinidos de tierra y piedras, trozos de madera, barras de hierro, bloques de piedra, y guijarros rotos de cemento y ladrillo, esparcidos".
La segunda demolición fue discutida en la Maŷles-e Shora-ye Melli (La Asamblea Consultiva Nacional de Irán) y un grupo de representantes fue enviado al Hiyaz para investigar. Desde entonces, diversos eruditos religiosos iraníes y figuras políticas hicieron esfuerzos por restaurar el cementerio y sus capillas funerarias. Tanto suníes como chiíes protestaron contra la destrucción y organizaron reuniones al respecto anualmente. El día es considerado Yaum-e Gham ("Día del Dolor"). Prominentes teólogos e intelectuales suníes han condenado la "situación inadecuada" del cementerio de Baqi pero las autoridades saudíes ignoraron todas las críticas y han rechazado cualquier solicitud de restauración de las tumbas y mausoleos. La situación del Baqi, que desde los tiempos de la demolición fue además nivelado y cubierto con cemento, ha provocado el resentimiento entre la mayoría musulmana, no wahabí, que continúa recordando su pasado esplendor.

### Personas relacionadas con el profeta Mahoma enterradas allí
- Halímah, la nodriza y niñera de Mahoma.
- Todas las esposas principales de Mahoma, excepto Jadiya bint Juwáylid y Maymuna bint al-Hárith quienes están enterradas en el Jannatul Mualla en La Meca y en Sarif respectivamente.
- Ibrahim, el hijo de Mahoma y Mariya al-Qibtiyya, muerto en la infancia.
- Ruqáyyah, Umm Kulthum y Záinab, hijas de Mahoma y Jadiya.
- Fátima, la hija de Mahoma está supuestamente enterrada aquí, aunque la ubicación de su tumba es discutida.
- Fátima bint al-Ásad, tía de Mahoma y madre del califa Alí.
- ‘Abbás ibn ‘Abd al-Muttálib, tío de Mahoma.
- Umm ul-Banin, que se casó con el califa Alí después de la muerte de Fátima y Safíyyah.
- Atika, tía de Mahoma.
- Hasan ibn Ali, nieto de Mahoma, hijo de Fátimah bint Muhámmad y el imán Ali.
- Zayn al-Abidin, nieto de Fátima bint Muhámmad que fue el único varón adulto que sobrevivió a la Batalla de Kerbala porque estaba enfermo y no podía luchar.
- Muhámmad al-Báqir, hijo de ‘Alī ibn Ḥusayn.
- Yaʿfar as-Sadiq, hijo de Muhámmad al-Báqir.
- Abdullah hijo de Yáafar en-Tayyar, esposo de Záinab, hija de Ali, y sobrino de Ali
- Mártires de Kerbala.
- Aqil ibn Abi Tálib, el hermano mayor de Ali.
- Uthmán ibn Affán, primer compañero, primo segundo, dos veces yerno de Mahoma, cuñado del imán Ali y tercer califa suní. Uthmán ibn Affán fue enterrado primero en el gran cementerio judío detrás de Al-Baqi', pero más tarde Muawíyah lo integró en Al-Baqi' para incluir a Uthmán.[14][15]

### Ubicaciones desconocidas
- Mohammad Hayya Al-Sindhi, erudito.
- Imán Shamil, líder musulmán y luchador por la independencia del Cáucaso.
- Muhammad Sayyid Tantawy, erudito.
- Zine El Abidine Ben Ali, presidente de Túnez.
- Idrís de Libia, rey de Libia.
- Hasan as-Senussi, príncipe heredero de Libia
- Muhammad Zakariya Kandhalawi, erudito y autor de Fazael-e-A'Maal.
- Rafiuddin Deobandi, vicerrector del Darul Uloom Deoband.
- Ehsan Elahi Zaheer, erudito salafista pakistaní.

### Galería

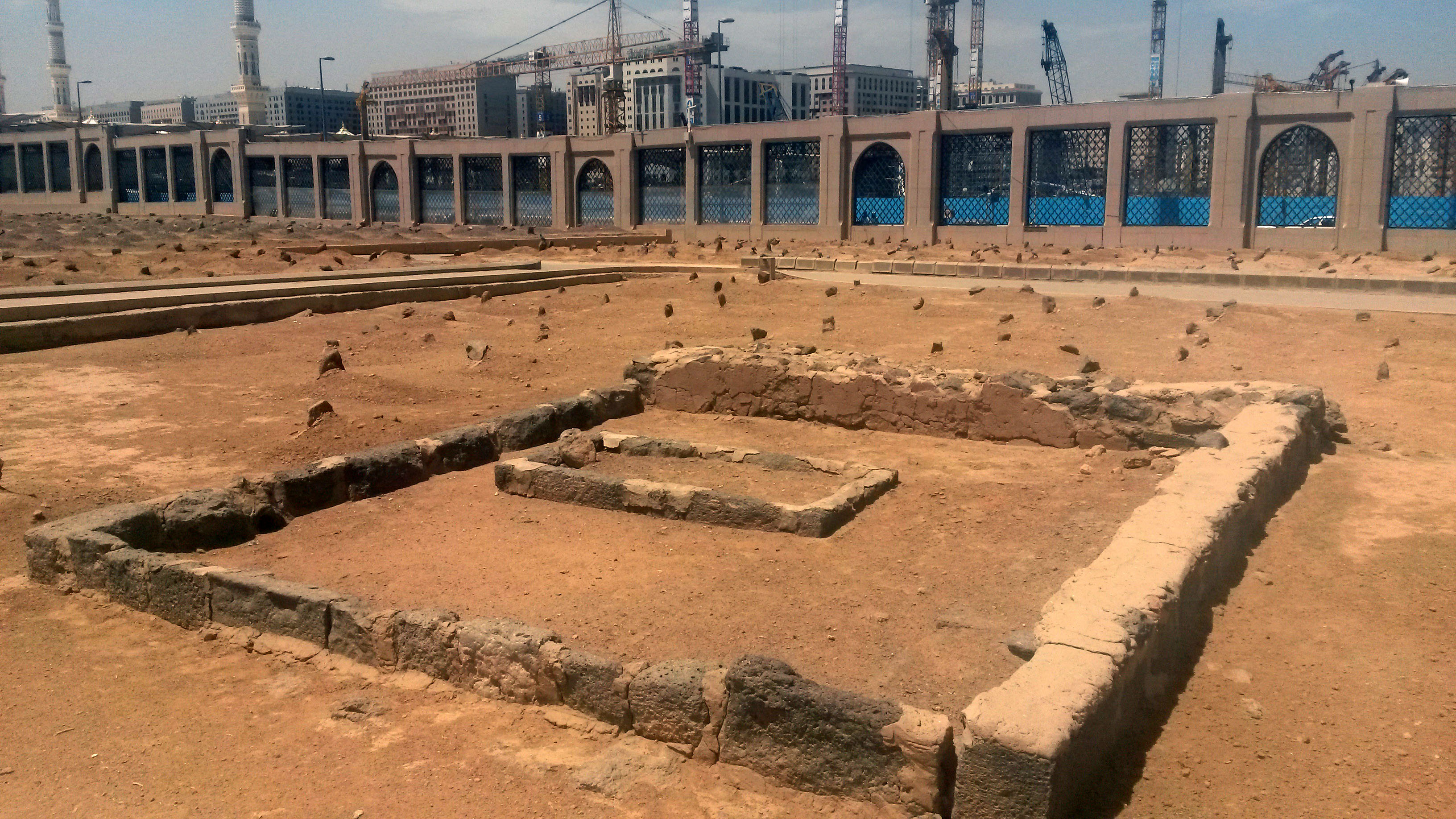
Tumba de Halímah.
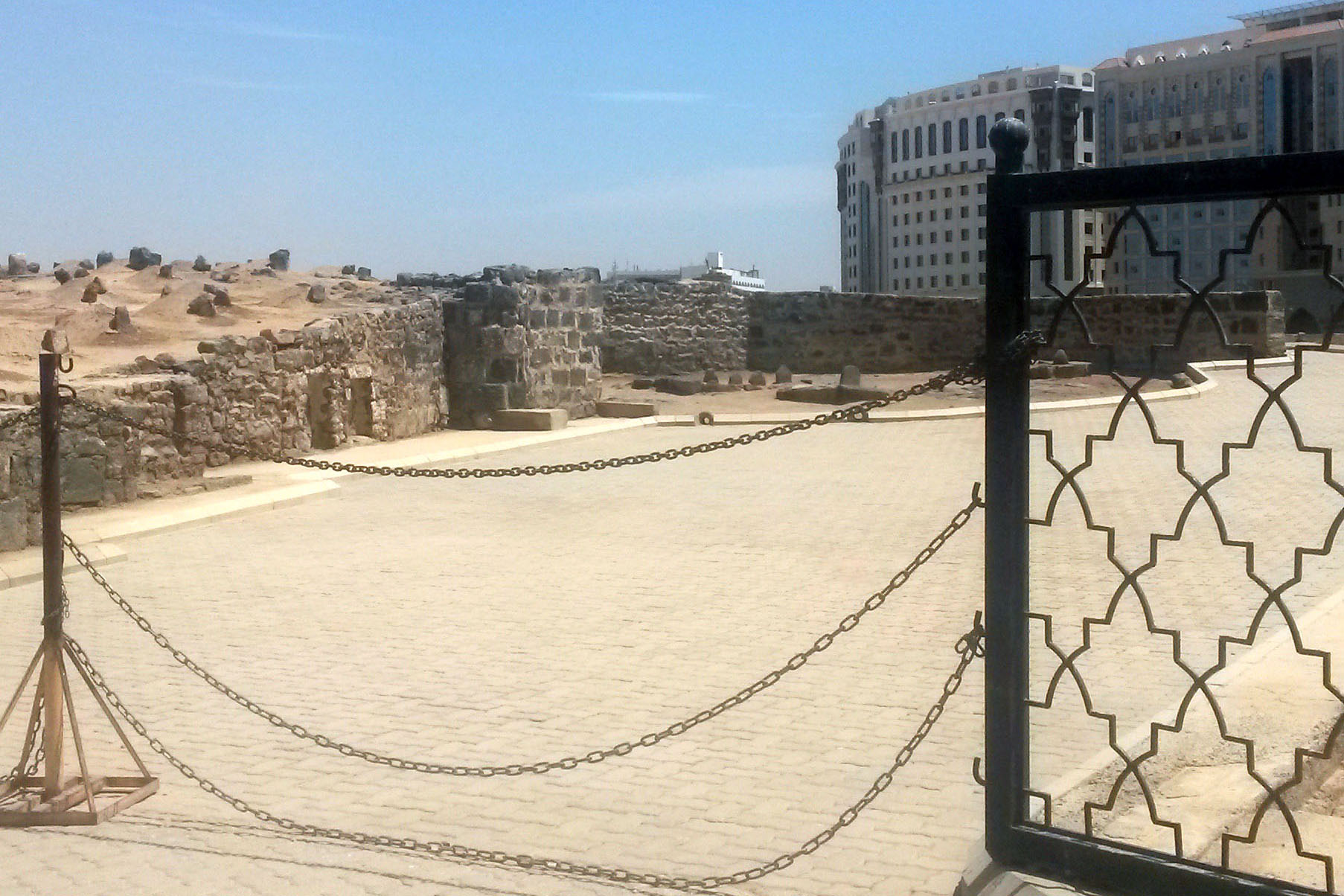
Tumbas de Fátima (tumba sola delante) y Hasan, Zayn al-Abidín, Báqir y Yaáfar (segunda fila de derecha a izquierda, las cuatro tumbas una al lado de la otra), y Abbás ibn Abd al-Muttálib (tumba sola a la derecha).
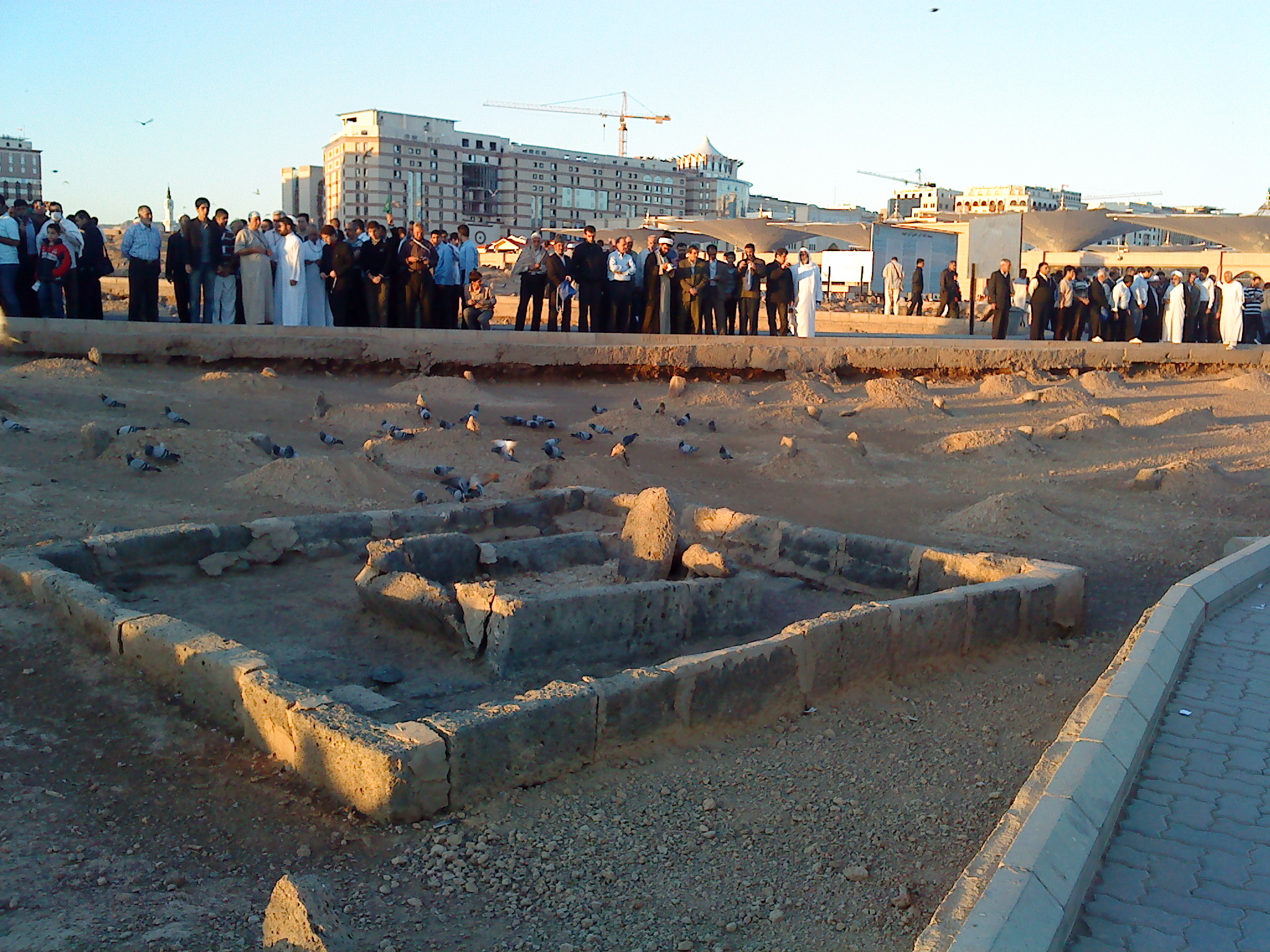
La tumba de Ibrahim ibn Muhammad.
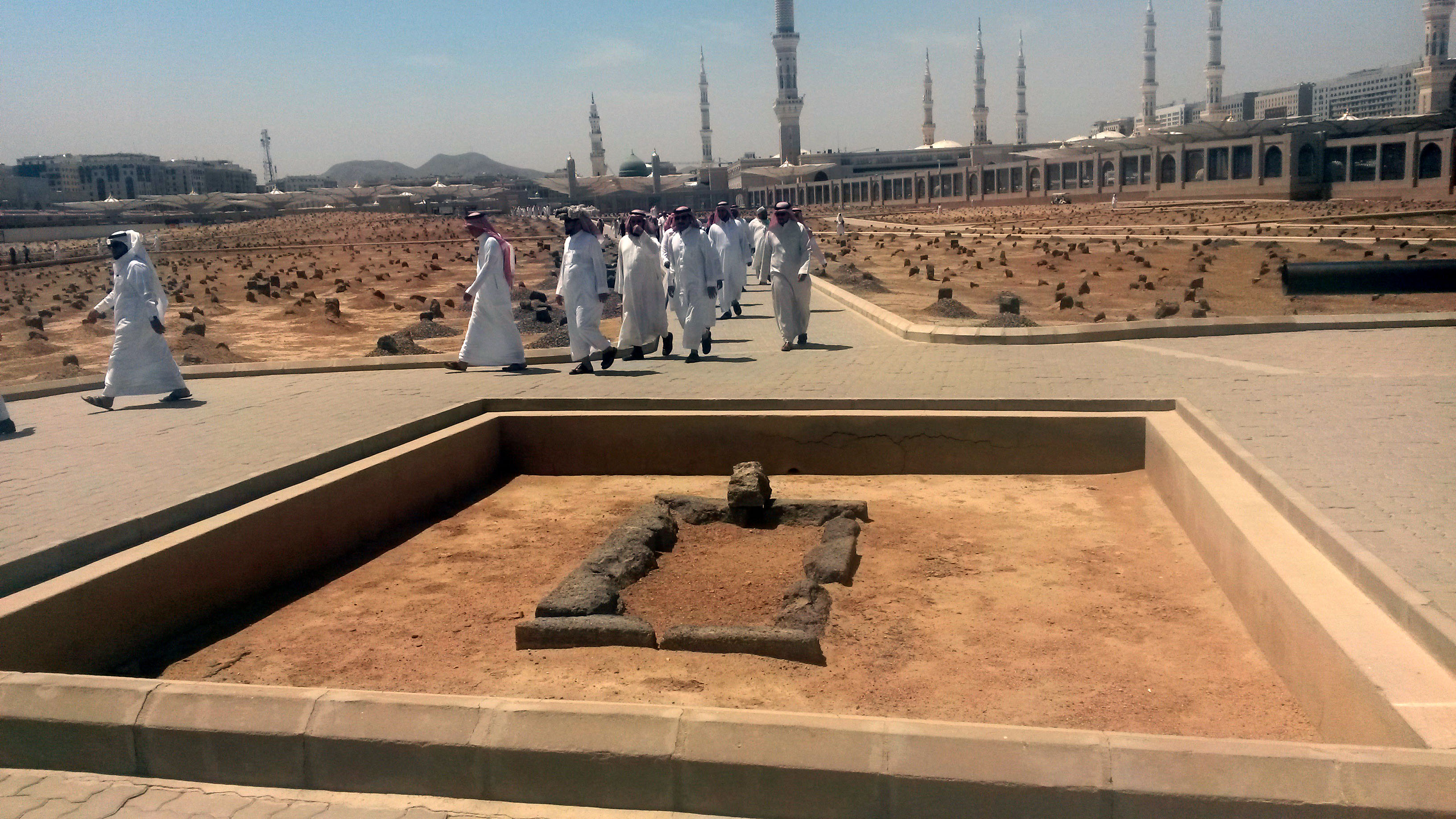
Tumba de Uthmán, con la Mezquita del Profeta (Masyid un-Nabawi) al fondo, vista hacia el oeste. Su cúpula verde también es visible.
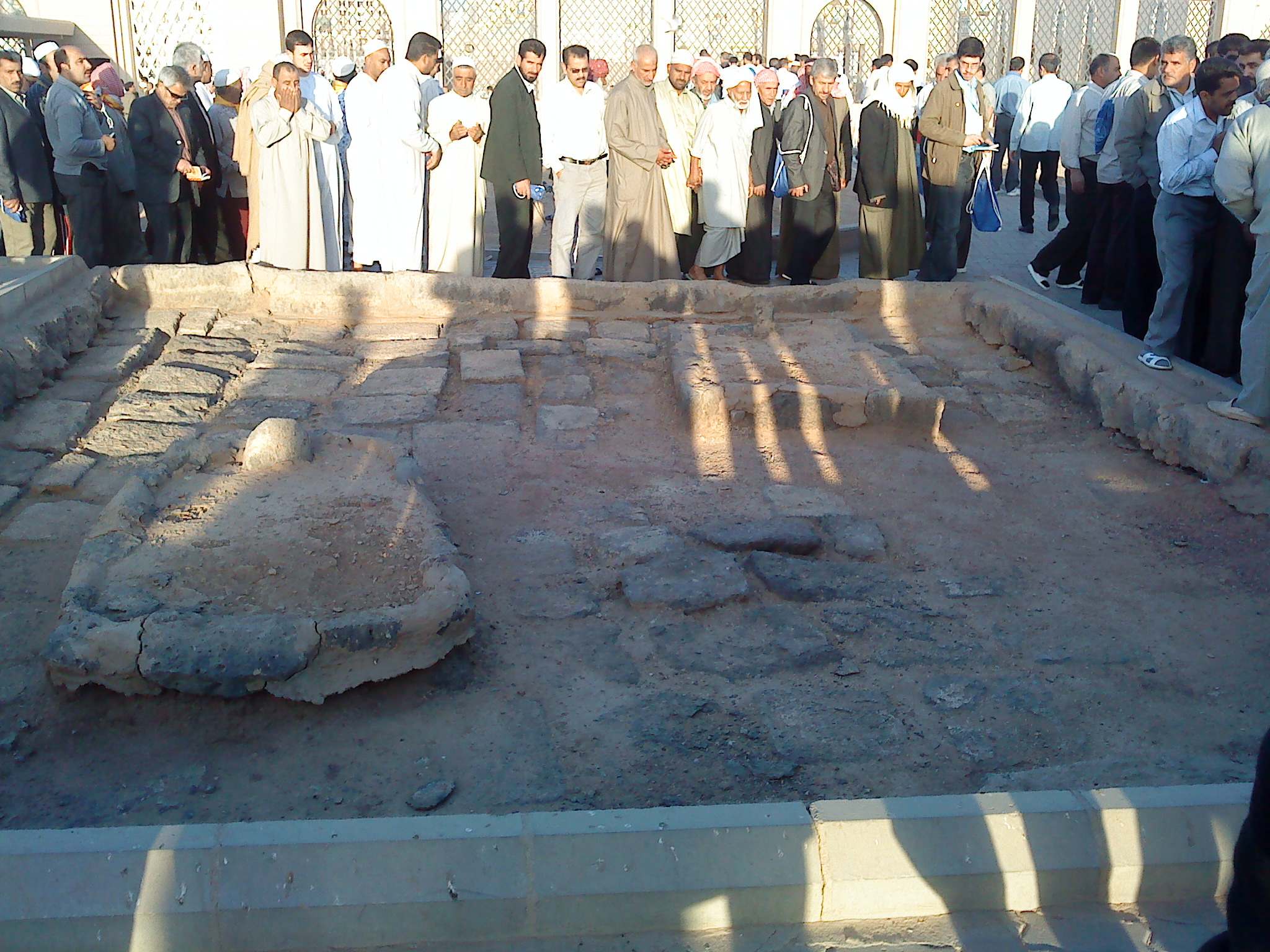
Abdulah ibn Yá'far y Aquil ibn Abi Tálib.
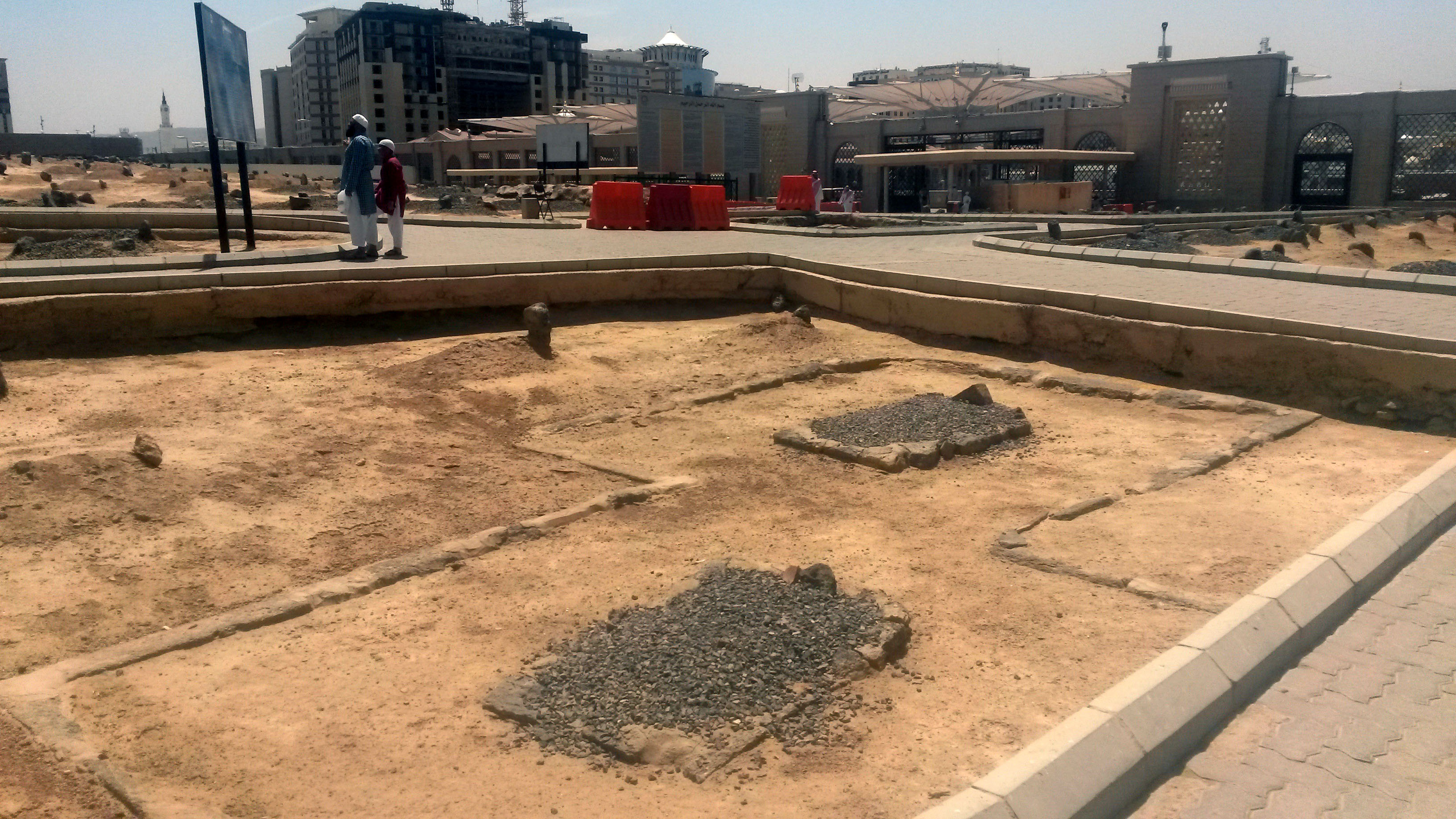
Malik ibn Anas y Nafi' al-Madani.